# Arthur Nobile
Arthur Nobile (6 mei 1920, Newark (New Jersey) - 13 januari 2004, Amelia County (Virginia)) was een Amerikaanse microbioloog. Hij staat bekend om het ontwikkelen van prednison en prednisolon.
Na zijn militaire dienst bij de luchtmacht op de Filippijnen, studeerde hij in 1950 aan de Universiteit van Californië - Berkeley. Daarna werkte hij als microbioloog in de farmaceutische industrie. Begin jaren vijftig ontwikkelde hij prednison en prednisolon voor Schering-Plough. Het wordt op grote schaal gebruikt als immuunsuppressiva. 
In 1996 werd hij opgenomen in de National Inventors Hall of Fame.